# قرار مجلس الأمن التابع للأمم المتحدة رقم 624
قرار مجلس الأمن التابع للأمم المتحدة رقم 624، الذي اتخذ بالإجماع في 30 تشرين الثاني / نوفمبر 1988، وبعد النظر في تقرير الأمين العام بشأن قوة الأمم المتحدة لمراقبة فض الاشتباك، أشار إلى الجهود التي تبذلها لإحلال سلام دائم وعادل في الشرق الأوسط، ولكنه أعرب أيضا عن قلقه من حالة التوتر السائدة في المنطقة.
وقرر القرار دعوة الأطراف المعنية إلى التنفيذ الفوري للقرار 338 (1973)، وجدد ولاية قوة المراقبة لستة أشهر أخرى حتى 31 مايو 1989، وطلب من الأمين العام تقديم تقرير عن الوضع في النهاية تلك الفترة.